# Erloy
Erloy est une commune française située dans le département de l'Aisne en région Hauts-de-France.

### Localisation

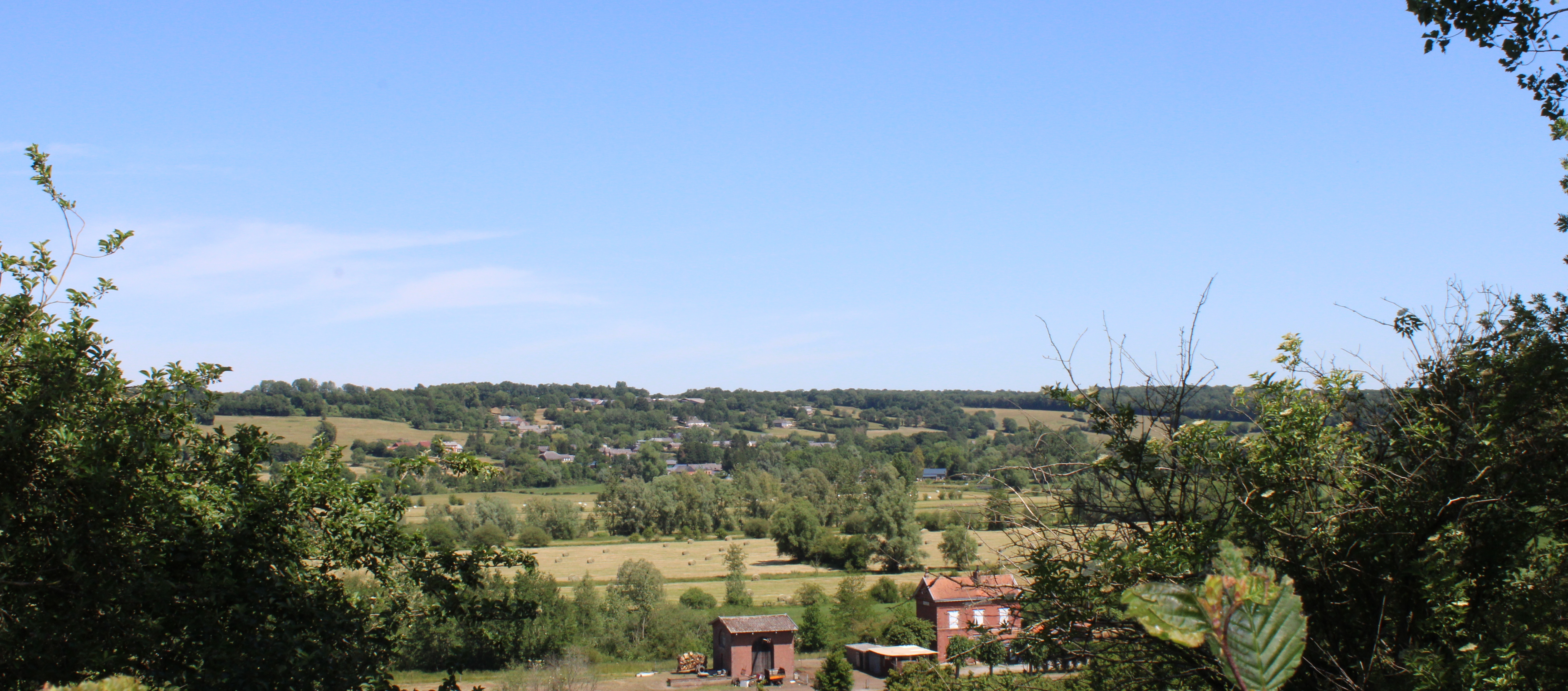
Panorama du village depuis les hauteurs de l'église de Saint-Algis.

## Géographie

### Hydrographie
La commune est située dans le bassin Seine-Normandie. Elle est drainée par l'Oise, le cours d'eau 01 de la commune d'Englancourt, le cours d'eau 01 de la commune d'Erloy, le cours d'eau 01 des Quatre Chênes, le cours d'eau 01 du Rieu des Grands Prés, le cours d'eau 02 de la commune de Sorbrais, le cours d'eau 02 de la commune d'Erloy et l'Oise,,.
L'Oise prend sa source en Belgique, à 309 mètres d'altitude, dans l'ancienne commune de Forges et se jette dans la Seine à 20 mètres d'altitude, au Pointil en rive droite et en aval du centre de Conflans-Sainte-Honorine dans le département des Yvelines. D'une longueur 341 kilomètres, elle est presque entièrement navigable et bordée de canaux sur 104 kilomètres.

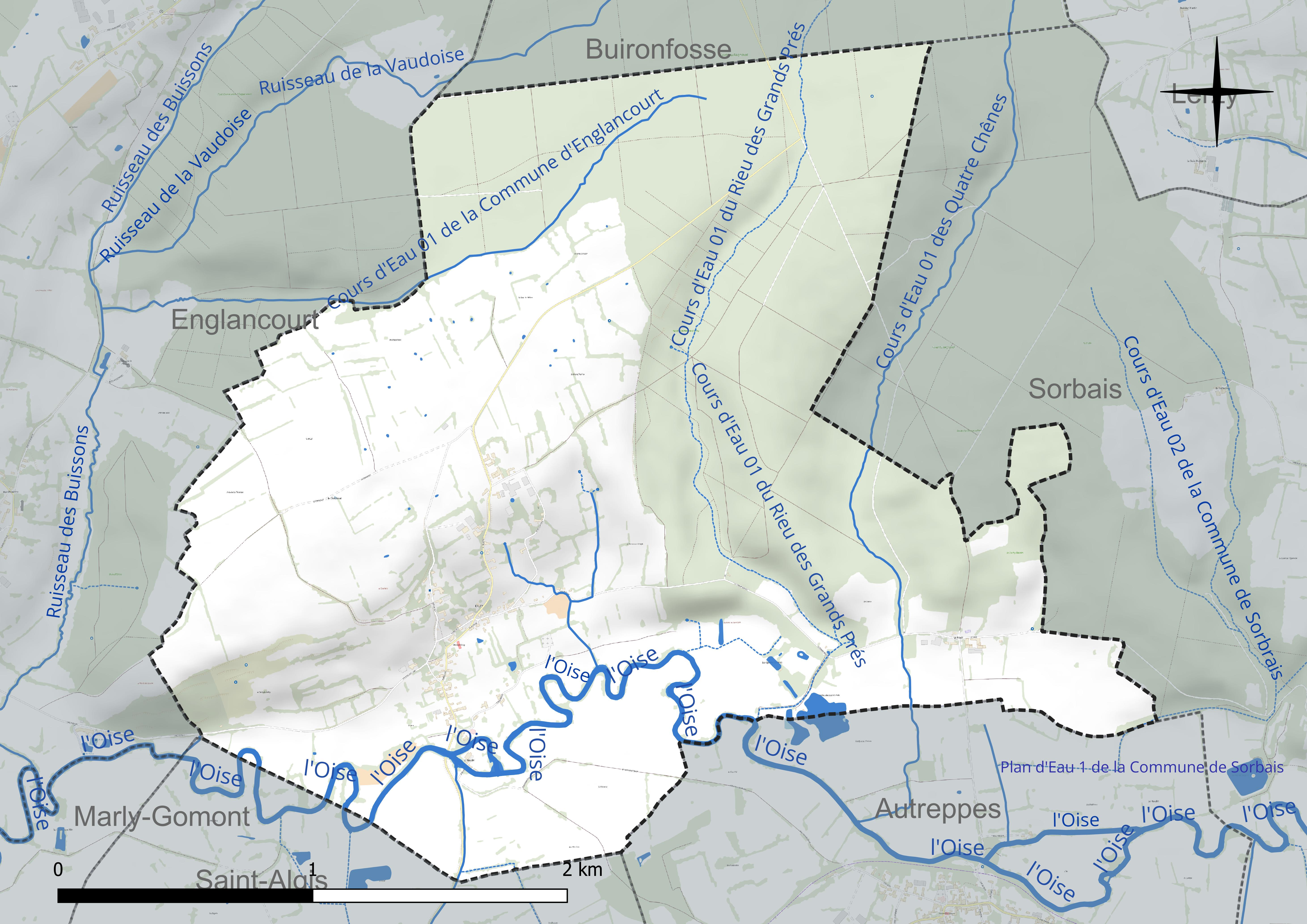
Réseau hydrographique d'Erloy.

### Climat
Pour des articles plus généraux, voir Climat des Hauts-de-France et Climat de l'Aisne.
En 2010, le climat de la commune est de type climat océanique dégradé des plaines du Centre et du Nord, selon une étude du CNRS s'appuyant sur une série de données couvrant la période 1971-2000. En 2020, Météo-France publie une typologie des climats de la France métropolitaine dans laquelle la commune est exposée à un climat océanique altéré et est dans la région climatique Nord-est du bassin Parisien, caractérisée par un ensoleillement médiocre, une pluviométrie moyenne régulièrement répartie au cours de l'année et un hiver froid (3 °C).
Pour la période 1971-2000, la température annuelle moyenne est de 10 °C, avec une amplitude thermique annuelle de 15,1 °C. Le cumul annuel moyen de précipitations est de 838 mm, avec 12,9 jours de précipitations en janvier et 9,8 jours en juillet. Pour la période 1991-2020, la température moyenne annuelle observée sur la station météorologique la plus proche, située sur la commune de Fontaine-lès-Vervins à 8 km à vol d'oiseau, est de 10,5 °C et le cumul annuel moyen de précipitations est de 826,3 mm,. Pour l'avenir, les paramètres climatiques de la commune estimés pour 2050 selon différents scénarios d'émission de gaz à effet de serre sont consultables sur un site dédié publié par Météo-France en novembre 2022.

## Urbanisme

### Typologie
Au 1er janvier 2024, Erloy est catégorisée commune rurale à habitat dispersé, selon la nouvelle grille communale de densité à 7 niveaux définie par l'Insee en 2022.
Elle est située hors unité urbaine et hors attraction des villes,.

### Occupation des sols
L'occupation des sols de la commune, telle qu'elle ressort de la base de données européenne d'occupation biophysique des sols Corine Land Cover (CLC), est marquée par l'importance des territoires agricoles (57,5 % en 2018), une proportion identique à celle de 1990 (57,5 %). La répartition détaillée en 2018 est la suivante : 
prairies (52,6 %), forêts (37,1 %), zones urbanisées (5,4 %), terres arables (4,9 %).
L'évolution de l'occupation des sols de la commune et de ses infrastructures peut être observée sur les différentes représentations cartographiques du territoire : la carte de Cassini (XVIIIe siècle), la carte d'état-major (1820-1866) et les cartes ou photos aériennes de l'IGN pour la période actuelle (1950 à aujourd'hui).

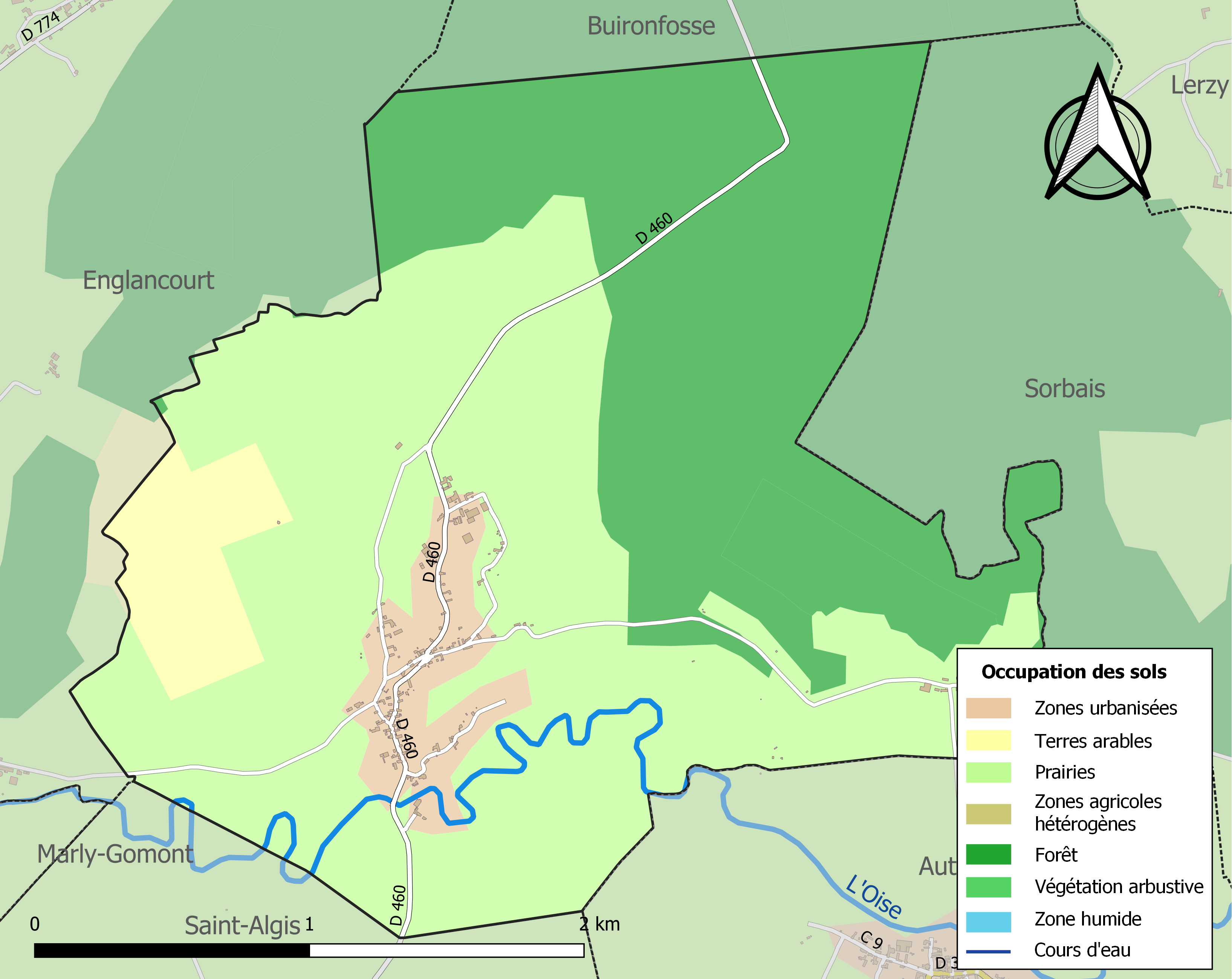
Carte des infrastructures et de l'occupation des sols de la commune en 2018 (CLC).

## Toponymie
Le village apparaît pour la première fois en 1208 sous l'appellation de Erloi dans un cartulaire de Chaource ; l'orthographe variera ensuite en fonction des différents transcripteurs " Erloit, Erloyt, Erloict, Éreloy, Erloir, Arloy, Herlois-en-Thiérache", "Englencourt" sur la carte de Cassini vers 1750 et enfin l'orthographe actuelle au XIXe siècle.
La commune doit son nom aux aulnes. Erloy est sans aucun doute lié à un terme qui le qualifiait ou le décrivait et qui pourrait être le pendant de l'allemand moderne erle « aulne ». Le mot erle pour « aulne » serait local et emprunté à l'époque franque. Cette variante peut s'expliquer par l'usage du terme germanique en lieu et place du latin alnus « aulne » et du gaulois vernos « aulne ». Erloy serait alors une variante de aunoy, aulnoy, aulnay, aulnaie représenté dans l'Aisne par Launoy. Dans l'hypothèse d'une présence germanique plus forte dans les alentours et donc de l'emploi plus fort de la langue germanique.

## Histoire
|  |  |  |

Carte de Cassini

La carte de Cassini montre qu'au XVIIIe siècle, Erloy est une paroisse située sur les hauteurs de  la rive droite de l'Oise.

Le moulin sur l'Oise, dont les infrastructures sont encore présentes de nos jours et qui est devenu un gîte rural et une base nautique, est figuré par une roue dentée.

En 1832, une épidémie de choléra a décimé le village.

Une monographie sur le village, consultable sur le site des archives départementales de l'Aisne, a été écrite en 1888 par F. Gobert.
Première Guerre mondiale

Le 30 août 1914, soit moins d'un mois après la déclaration de la guerre, le village est occupé par les troupes allemandes après la retraite de l'armée française lors de la bataille de Guise. Pendant toute la guerre, Erloy restera loin du front qui se stabilisera à environ 150 km à l'ouest aux alentours de Péronne. Les habitants vivront sous le joug des Allemands : réquisitions de logements, de matériel, de nourriture, travaux forcés.

En 1915, Firmin-Narcisse Cauchy (75 ans), qui fait office de maire, refuse de déclarer à l'ennemi la présence d'un soldat français caché dans la commune. Arrêté, il est condamné par un tribunal militaire à la déportation et à cinq ans de réclusion. Il est emprisonné à Rheinbach, près de Bonn, pendant trente-cinq mois,.

Ce n'est que le 6 novembre 1918 que les Allemands seront chassés du village par le 115e  Régiment de Chasseurs à pied.

Sur le monument aux morts sont écrits les noms des 10 soldats de la commune morts au champ d'honneur lors de la Grande Guerre ainsi que de deux victimes civiles.

## Politique et administration

### Découpage territorial
La commune d'Erloy est membre de la communauté de communes de la Thiérache du Centre, un établissement public de coopération intercommunale (EPCI) à fiscalité propre créé le 31 décembre 1992 dont le siège est à La Capelle. Ce dernier est par ailleurs membre d'autres groupements intercommunaux.
Sur le plan administratif, elle est rattachée à l'arrondissement de Vervins, au département de l'Aisne et à la région Hauts-de-France. Sur le plan électoral, elle dépend du  canton de Vervins pour l'élection des conseillers départementaux, depuis le redécoupage cantonal de 2014 entré en vigueur en 2015, et de la troisième circonscription de l'Aisne  pour les élections législatives, depuis le dernier découpage électoral de 2010.

### Administration municipale
| Période                                  | Période                   | Identité          | Étiquette | Qualité                                  |
| ---------------------------------------- | ------------------------- | ----------------- | --------- | ---------------------------------------- |
| avant 1875                               | après 1876                | Grouselle         |           |                                          |
| Les données manquantes sont à compléter. |                           |                   |           |                                          |
| mars 2001                                | mars 2008                 | Gabrielle Cauchy  |           |                                          |
| mars 2008                                | En cours (au 20 mai 2023) | Raymond Predhomme | DVD       | Retraité Réélu pour le mandat 2020-2026, |

## Démographie
L'évolution du nombre d'habitants est connue à travers les recensements de la population effectués dans la commune depuis 1793. Pour les communes de moins de 10 000 habitants, une enquête de recensement portant sur toute la population est réalisée tous les cinq ans, les populations de référence des années intermédiaires étant quant à elles estimées par interpolation ou extrapolation. Pour la commune, le premier recensement exhaustif entrant dans le cadre du nouveau dispositif a été réalisé en 2007.

En 2022, la commune comptait 100 habitants, en évolution de +7,53 % par rapport à 2016 (Aisne : −1,97 %, France hors Mayotte : +2,11 %).
| 1793 | 1800 | 1806 | 1821 | 1831 | 1836 | 1841 | 1846 | 1851 |
| ---- | ---- | ---- | ---- | ---- | ---- | ---- | ---- | ---- |
| 722  | 727  | 716  | 841  | 742  | 706  | 713  | 670  | 684  |

| 1856 | 1861 | 1866 | 1872 | 1876 | 1881 | 1886 | 1891 | 1896 |
| ---- | ---- | ---- | ---- | ---- | ---- | ---- | ---- | ---- |
| 614  | 599  | 589  | 514  | 493  | 439  | 421  | 373  | 343  |

| 1901 | 1906 | 1911 | 1921 | 1926 | 1931 | 1936 | 1946 | 1954 |
| ---- | ---- | ---- | ---- | ---- | ---- | ---- | ---- | ---- |
| 326  | 341  | 323  | 260  | 259  | 263  | 267  | 225  | 218  |

| 1962 | 1968 | 1975 | 1982 | 1990 | 1999 | 2006 | 2007 | 2012 |
| ---- | ---- | ---- | ---- | ---- | ---- | ---- | ---- | ---- |
| 218  | 176  | 167  | 135  | 139  | 123  | 101  | 98   | 90   |

| 2017 | 2022 | - | - | - | - | - | - | - |
| ---- | ---- | - | - | - | - | - | - | - |
| 97   | 100  | - | - | - | - | - | - | - |

## Lieux et monuments
- Église Sainte-Eugénie d'Erloy.
- La fontaine de Saint-Algis.

- Monument aux morts.
- Calvaire-croix de chemin.
- L'Oise.
- Monument du maquis d'Erloy.

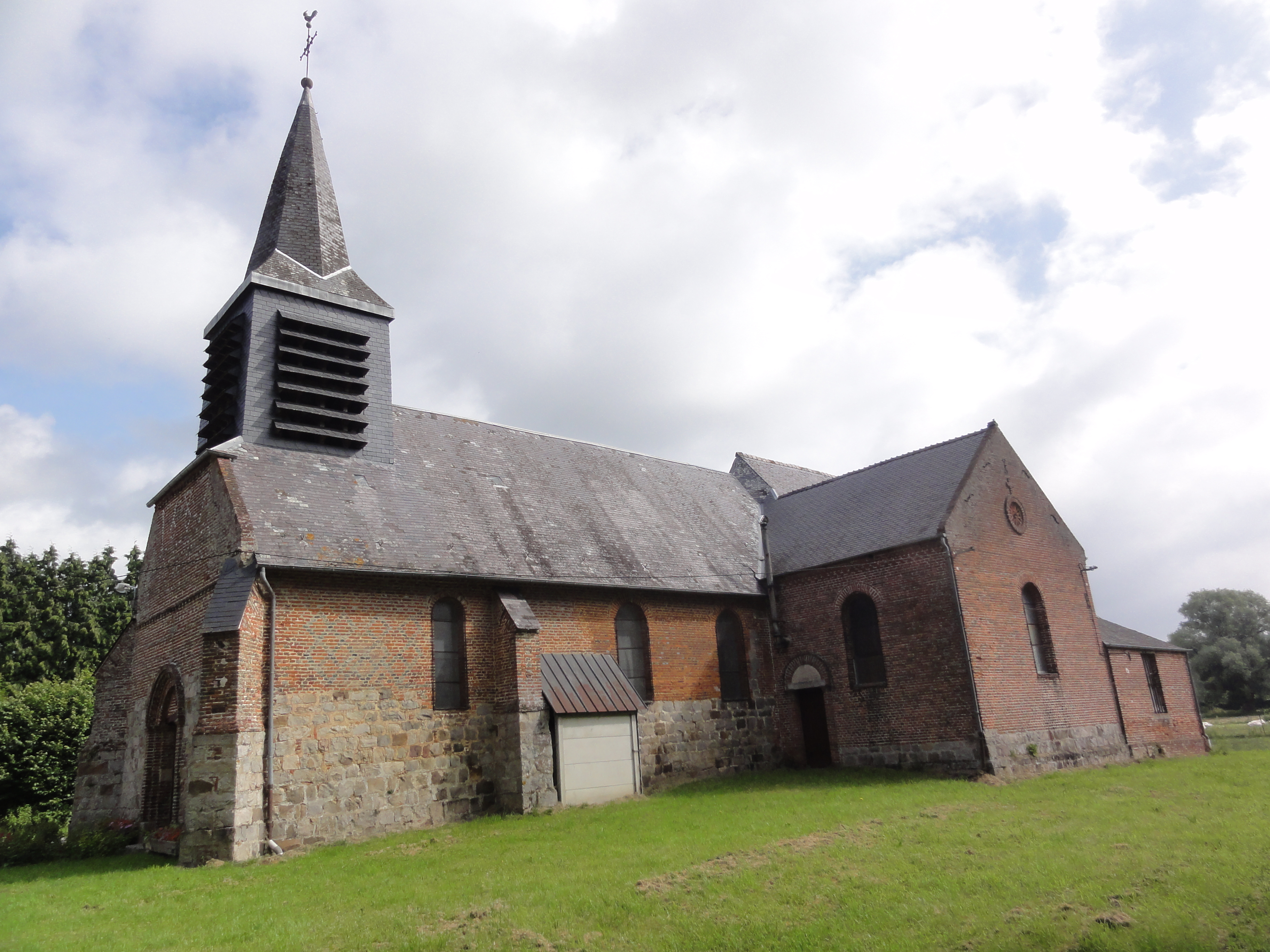
L'église Sainte-Eugénie.
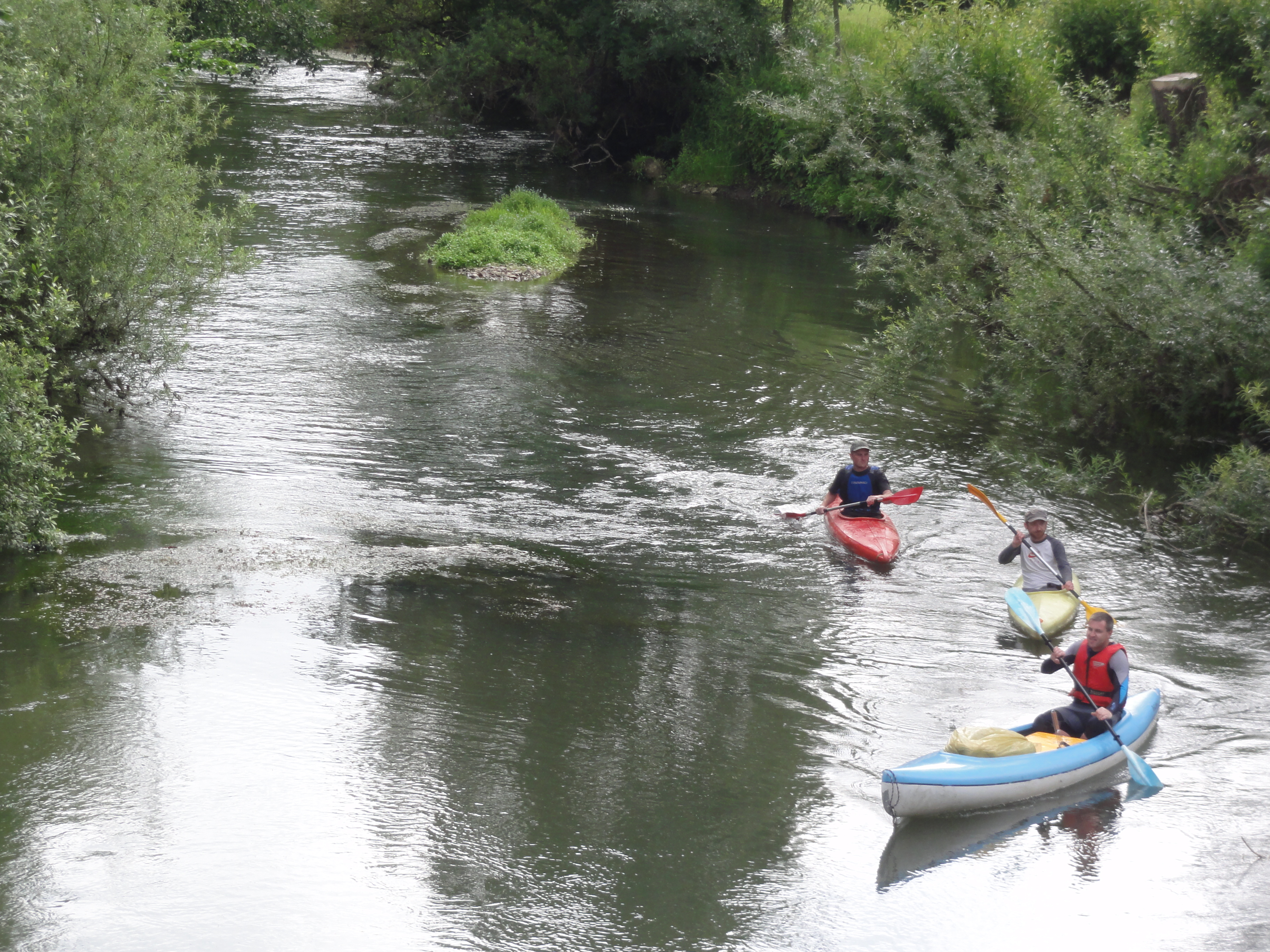
Canoë-kayak sur l'Oise.
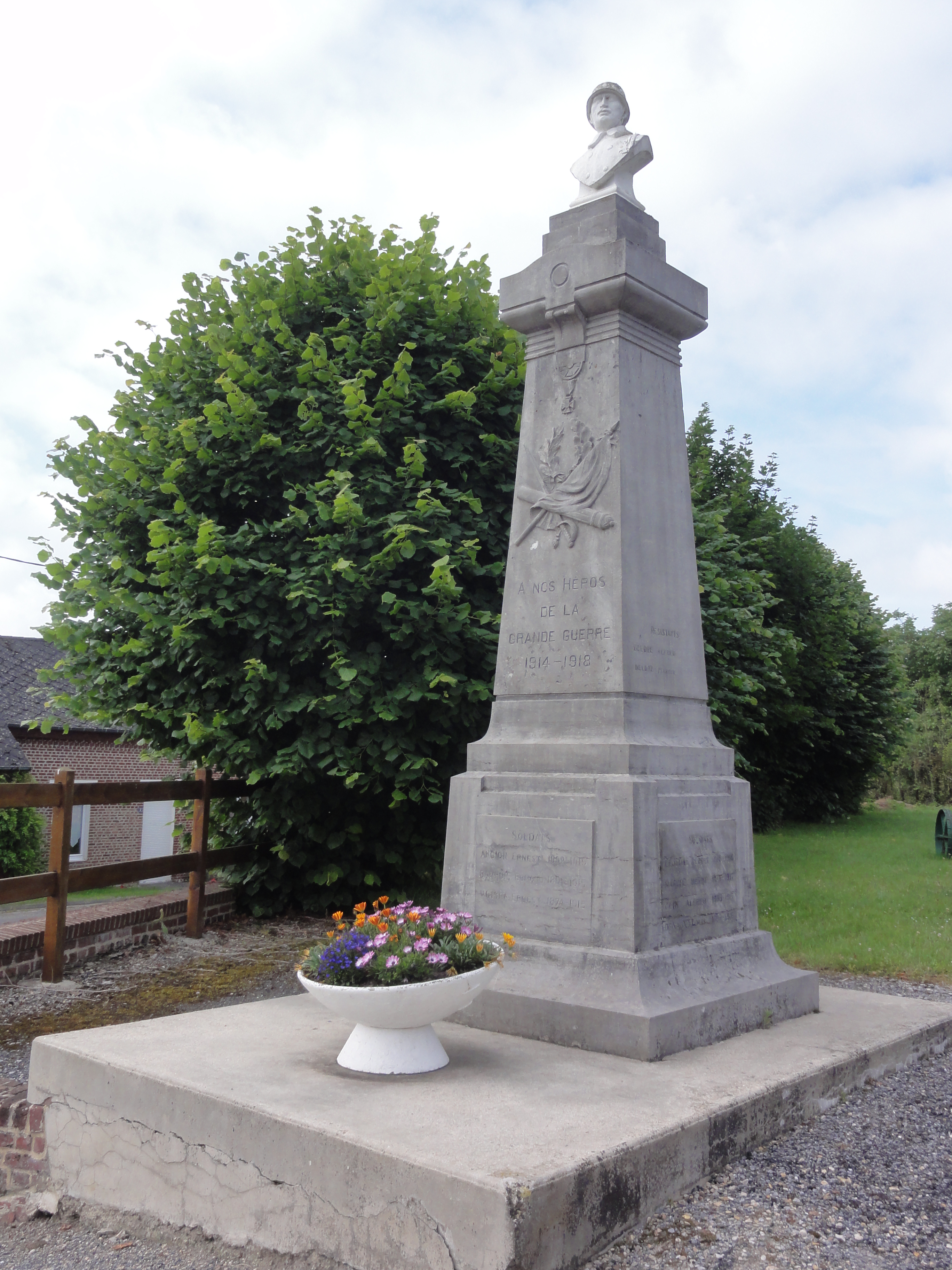
Monument aux morts.
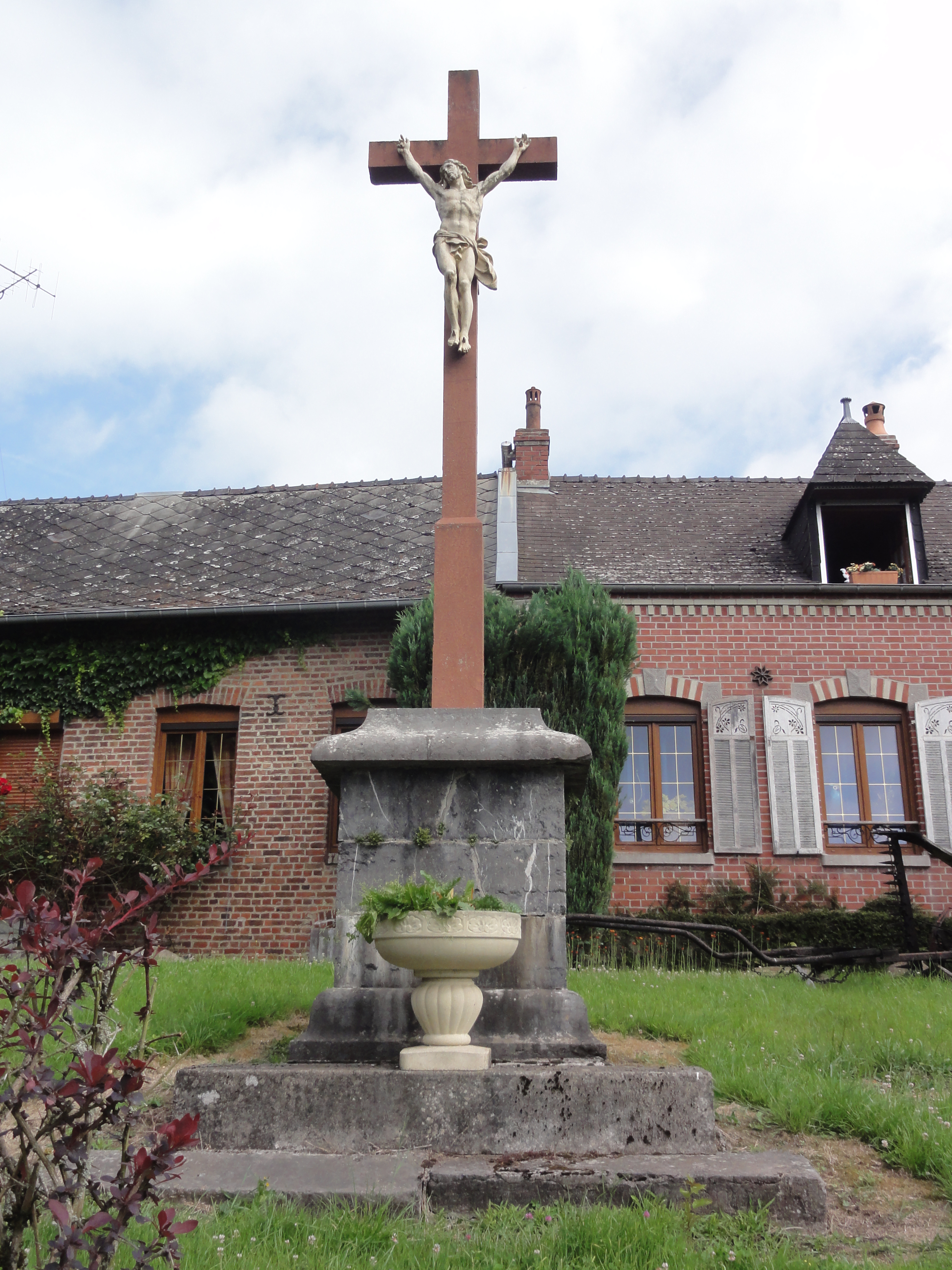
Calvaire.
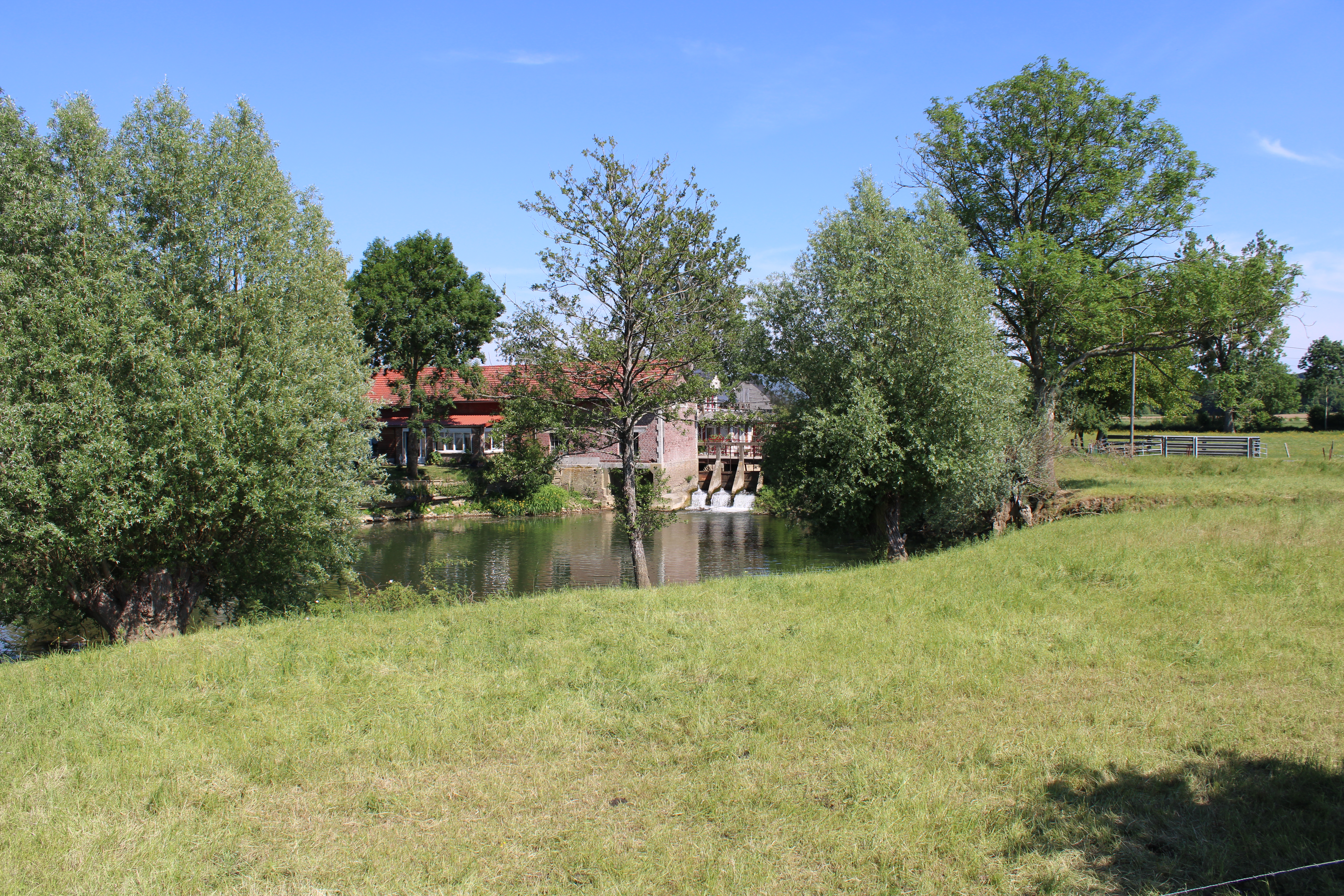
Le moulin sur l'Oise.

## Personnalités liées à la commune
La famille de l'historien Ernest Lavisse (né au Nouvion-en-Thiérache) est originaire d'Erloy.

## Pour approfondir